# Înot sincron la Jocurile Olimpice de vară din 2016 - echipă feminin
Proba de echipă feminin de la Jocurile Olimpice de vară din 2016 de la Rio de Janeiro a avut loc în perioada 18-19 august, la Centrul Acvatic „Maria Lenk”.
Au concurat opt echipe, fiecare echipă având opt înotătoare (dintr-un număr total de nouă înotătoare). A existat o singură rundă. Fiecare echipă a prezentat două programe: un program tehnic și unul liber ales. Programul tehnic este format din douăsprezece elemente necesare, care trebuie să fie completate în ordine și într-un timp între 2 minute 35 secunde și 3 minute 5 secunde. Programul liber ales nu are decât restricții de timp; acest program trebuie să dureze între 3 minute 45 secunde și 4 minute 15 secunde.
Pentru fiecare program, echipa este judecat de două grupuri de câte cinci arbitrii fiecare. Unul este juriul tehnic, iar celălalt este juriul artistic. Fiecare judecător dă note între 0 și 10. Cel mai mare și cel mai mic punctaj de la fiecare grup sunt eliminate, lăsând un total de șase scoruri care sunt apoi însumate pentru a da scorul programului. Scorurile cele două programe sunt apoi adunate pentru a da un scor final pentru echipă.

## Rezultate

### Calificări
| Loc | Țară      | Sportive | Tehnic  | Liber ales | Total    |
| --- | --------- | --- | ------- | ---------- | -------- |
| 1   | Rusia     | Vlada Chigireva, Natalia Ishchenko, Svetlana Kolesnichenko, Aleksandra Patskevich, Svetlana Romashina, Alla Shishkina, Mariia Shurochkina, Gelena Topilina, Elena Prokofyeva (rezervă) | 97.0106 | 99.1333    | 196.1439 |
| 2   | China     | Gu Xiao, Guo Li, Li Xiaolu, Liang Xinping, Sun Wenyan, Tang Mengni, Yin Chengxin, Zeng Zhen, Huang Xuechen (rezervă)                                                                   | 95.6174 | 97.3667    | 192.9841 |
| 3   | Japonia   | Aika Hakoyama, Yukiko Inui, Kei Marumo, Risako Mitsui, Kanami Nakamaki, Mai Nakamura, Kano Omata, Kurumi Yoshida, Aiko Hayashi (rezervă)                                               | 93.7723 | 95.4333    | 189.2056 |
| 4   | Ucraina   | Lolita Ananasova, Olena Grechykhina, Daria Iushko, Oleksandra Sabada, Kateryna Sadurska, Xenia Sidorenko, Anastasia Savciuk, Ana Voloșina, Olga Zolotarova (rezervă)                   | 93.4413 | 95.1667    | 188.6080 |
| 5   | Italia    | Elisa Bozzo, Beatrice Callegari, Camilla Cattaneo, Linda Cerruti, Manila Flamini, Francesca Deidda, Mariangela Perrupato, Sara Sgarzi, Costanza Ferro (rezervă)                        | 91.1142 | 92.2667    | 183.3809 |
| 6   | Brazilia  | Luisa Borges, Maria Bruno, Beatriz Feres, Branca Feres, Maria Clara Lobo, Maria Eduarda Miccuci, Lorena Molinos, Lara Teixeira, Pâmela Nogueira (rezervă)                              | 84.7985 | 87.2000    | 171.9985 |
| 7   | Egipt     | Leila Abdelmoez, Samia Ahmed, Nariman Aly, Nour Elayoubi, Jomana Elmaghrabi, Dara Hassanien, Salma Negmeldin, Nada Saafan, Nehal Saafan (rezervă)                                      | 76.9838 | 78.5667    | 155.5505 |
| 8   | Australia | Bianca Hammett, Danielle Kettlewell, Nikita Pablo, Emily Rogers, Cristina Sheehan, Rose Stackpole, Amie Thompson, Deborah Tsai, Hannah Cross (rezervă)                                 | 74.0667 | 75.4333    | 149.5000 |